# 数字高清互动接口
数字高清互动接口（英文全称：Digital Interface for Video and Audio，缩写为DIVA或DiiVA）是一个发送压缩与未压缩数字流的双向音频/视频接口提议。它由位于广州和加利福尼亚州森尼韦尔的寰宇芯连（Synerchip）有限公司开发。
DIVA支持13.5Gbit/s的下行流数据速率（从源到显示器），这可支持高于1080p分辨率的色彩深度。DIVA还支持一个2.25Gbit/s的双向数据通信信道，其可以携带多个子信道（音频、控制、压缩的视频等）。这使DIVA具有18Gbit/s的原始数据双向数据速率，或者可利用的14.4Gbit/s双向数据速率（因为8b/10b编码）。 DIVA在2008年的中国数字生活论坛和展示会上使用单条CAT6A线缆进行了展示。DIVA推广组由长虹、海尔、海信、康佳、熊猫、创维、SVA、TCL集团和Synerchip构成。DIVA推广组在2008年2月时希望在2008年年底前完成DIVA规范，并在2009年或2010年发布DIVA芯片。